# 2.5 Dimensional Seduction
2.5 Dimensional Seduction (2.5次元の誘惑, Nitengo-jigen no Ririsa) est un manga écrit et illustré par Yu Hashimoto. La série est prépubliée depuis juin 2019 dans la plateforme de lecture en ligne Shōnen Jump+ de l'éditeur Shūeisha. La version française est publiée par Soleil Manga depuis juillet 2024.
Une adaptation en anime par le studio J. C. Staff est diffusé de juillet à décembre 2024. Une deuxième saison est annoncée.

## Synopsis
Masamune Okumura est un lycéen de deuxième année qui est le président et le seul membre du club de manga de son école. Il est otaku et affirme qu’il n’a aucun intérêt pour les vraies filles en raison de son obsession pour un personnage fictif nommé Liliel (リリエル, Ririeru). Une étudiante de première année nommée Lilysa Amano, passionnée de cosplay, décide de rejoindre le club et recrute Okumura pour être son photographe officiel. Quand Okumura apprend que son personnage préféré est aussi Liliel, il commence à tomber amoureux d’elle, ce qui le rend en conflit par rapport à ses principes. D’autres filles rejoignent bientôt le club, notamment l’amie d’enfance d’Okumura, Mikari Tachibana, dont l’amour non réciproque la frustre constamment.

## Personnages
Masamune Okumura (奥村 正宗, Okumura Masamune)
Voix japonaise : Jun'ya Enoki
Lilysa Amano (天乃 リリサ, Amano Ririsa)
Voix japonaise : Kaori Maeda (ja)
Mikari Tachibana (橘 美花莉, Tachibana Mikari)
Voix japonaise : Akari Kitō (ja)
753♡ ()
Voix japonaise : Aya Yamane (ja)
Magino (マギノ)
Voix japonaise : Yuka Nukui (ja)
Ogino (オギノ)
Voix japonaise : Tomokazu Sugita
Mayuri Hanyu (羽生 まゆり, Hanyū Mayuri)
Voix japonaise : Mao Ichimichi
Nonoa (ノノア)
Voix japonaise : Sayumi Suzushiro
Aria Kisaki (喜咲アリア, Kisaki Aria)
Voix japonaise : Sayumi Watabe (ja)
Yoichi Higarashi (日枯陽一, Higarashi Yōichi)
Voix japonaise : Junichi Suwabe

## Manga
2.5 Dimensional Seduction est écrit et dessiné par Yu Hashimoto. Il est publié sur la plateforme de lecture en ligne Shōnen Jump+ depuis le 15 janvier 2019. L'éditeur Shueisha publie la série sous format tankōbon à partir du 4 octobre 2019. Le 2 mai 2025, 23 volumes ont été publiés au Japon.
En novembre 2023, Soleil Manga annonce la publication de la version française avec le premier tome le 3 juillet 2024.

### Liste des volumes
| no | Japonais         | Japonais          | Français       | Français          |
| no | Date de sortie   | ISBN              | Date de sortie | ISBN              |
| -- | ---------------- | ----------------- | -------------- | ----------------- |
| 1  | 4 octobre 2019   | 978-4-08-882129-0 | 3 juillet 2024 | 978-2-30-210321-4 |
| 2  | 4 janvier 2020   | 978-4-08-882182-5 | 3 juillet 2024 | 978-2-30-210322-1 |
| 3  | 4 février 2020   | 978-4-08-882207-5 | 2 octobre 2024 | 978-2-30-210323-8 |
| 4  | 13 mai 2020      | 978-4-08-882337-9 | 8 janvier 2025 | 978-2-30-210324-5 |
| 5  | 3 juillet 2020   | 978-4-08-882355-3 | 2 avril 2025   | 978-2-30-210325-2 |
| 6  | 4 septembre 2020 | 978-4-08-882464-2 | 2 juillet 2025 | 978-2-30-210505-8 |
| 7  | 4 décembre 2020  | 978-4-08-882565-6 | 8 octobre 2025 | 978-2-30-210506-5 |
| 8  | 4 février 2021   | 978-4-08-882635-6 |                |                   |
| 9  | 2 avril 2021     | 978-4-08-882664-6 |                |                   |
| 10 | 2 juillet 2021   | 978-4-08-882754-4 |                |                   |
| 11 | 4 octobre 2021   | 978-4-08-882838-1 |                |                   |
| 12 | 3 décembre 2021  | 978-4-08-882899-2 |                |                   |
| 13 | 4 mars 2022      | 978-4-08-883070-4 |                |                   |
| 14 | 4 juillet 2022   | 978-4-08-883166-4 |                |                   |
| 15 | 4 octobre 2022   | 978-4-08-883286-9 |                |                   |
| 16 | 4 janvier 2023   | 978-4-08-883392-7 |                |                   |
| 17 | 2 mai 2023       | 978-4-08-883520-4 |                |                   |
| 18 | 4 septembre 2023 | 978-4-08-883683-6 |                |                   |
| 19 | 4 janvier 2024   | 978-4-08-883866-3 |                |                   |
| 20 | 4 juillet 2024   | 978-4-08-884071-0 |                |                   |
| 21 | 4 octobre 2024   | 978-4-08-884222-6 |                |                   |
| 22 | 4 janvier 2025   | 978-4-08-884381-0 |                |                   |
| 23 | 2 mai 2025       | 978-4-08-884547-0 |                |                   |
| 24 | 3 octobre 2025   | 978-4-08-884734-4 |                |                   |

## Anime
L'adaptation en anime est annoncée le 10 décembre 2022,. Elle est réalisée par le studio J. C. Staff. Le réalisateur est Hideki Okamoto, sur un scénario de Takao Yoshioka, un design des personnages de Tomoyuki Shitaya et des compositions de Hiroaki Tsutsumi (ja),. La série est diffusée du 5 juillet au 13 décembre 2024 sur la chaine Tokyo MX et d'autre chaînes. La série est composée de deux cours. La série est diffusée sur la plateforme Animation Digital Network pour les pays francophones.
Le générique de début du premier cours est Shattāchansu (シャッターチャンス), interprété par Meychan, tandis que le générique de fin est Watch Me, interprété par Kaori Maeda (ja) et Takao Yoshioka incarnant leurs personnages respectifs. Pour le deuxième cours, le générique de début est Tsugihagi no Tsubasa (ツギハギの翼), interprété par Soraru tandis que le générique de fin est Release Sigh, interprété par Kaori Maeda, Akari Kitō, Sayumi Suzushiro et Sayumi Watabe (ja) dans leurs rôles respectifs.
Le 13 décembre 2024, à la fin du dernier épisode de la première saison, une deuxième saison est annoncée.

### Liste des épisodes
| No | Titre français                  | Titre japonais         | Titre japonais                  | Date de 1re diffusion |
| No | Titre français                  | Kanji                  | Rōmaji                          | Date de 1re diffusion |
| -- | ------------------------------- | ---------------------- | ------------------------------- | --------------------- |
| 1  | La nouvelle recrue              | 異次元の新入生         | Ijigen no shinnyūsei            | 5 juillet 2024        |
| 2  | Un duo prometteur               | 併せの予感             | Awase no yokan                  | 12 juillet 2024       |
| 3  | Riri X Miri                     | リリ×ミリ              | Riri × Miri                     | 19 juillet 2024       |
| 4  | La première convention          | いざ初イベント!        | Iza hatsu ibento!               | 26 juillet 2024       |
| 5  | Fin de convention               | 初イベント終了!!       | Hatsu ibento shūryou!!          | 2 août 2024           |
| 6  | L'entraînement secret d'Okumura | 先輩の秘密特訓!?       | Senpai no himitsu tokkun!?      | 9 août 2024           |
| 7  | À la recherche d'un professeur  | 顧問の先生が必要です   | Komon no sensei ga hitsuyō desu | 16 août 2024          |
| 8  | Tu aimes le cosplay ?           | コスプレを愛してる？   | Kosupure o aishiteru?           | 23 août 2024          |
| 9  | Tu n'es pas Liliel              | キミはリリエルじゃない | Kimi wa ririeru janai           | 30 aout 2024          |
| 10 | Mayura VS. Nagomi !             | まゆら様VS753!!        | Mayura-sama VS Nagomi!!         | 6 septembre 2024      |
| 11 | L'armure magique ?              | 魔法の鎧               | Mahō no yoro                    | 13 septembre 2024     |
| 12 | Les cinq nouvelles étoiles      | 5人の新星              | Gonin no Shinsei                | 20 septembre 2024     |
| 13 | Comment se faire une amie ?     | 達できるかな           | Tomodachi dekiru ka na          | 27 septembre 2024     |
| 14 | Toi et moi, ensemble            | あなたと一緒に         | Anata to issho ni               | 4 octobre 2024        |
| 15 | Une nouvelle moi                | 明日の私へ             | Asu no watashi e                | 11 octobre 2024       |
| 16 | À ma façon                      | 私のやり方             | Watashi no yarikata             | 18 octobre 2024       |
| 17 | Je veux être ton amie           | 仲間になりたい         | Nakama ni naritai               | 25 octobre 2024       |
| 18 | Le destin                       | 運命                   | Unmei                           | 1er novembre 2024     |
| 19 | Le comiket d'été                | いざ夏コミですっ!      | Iza natsu komike desu!          | 8 novembre 2024       |
| 20 | Un monde bâti par des amies     | 友達と作る世界         | Tomodachi to tsukuru sekai      | 15 novembre 2024      |
| 21 | L'histoire du héros             | 主人公の物語           | Shujinkō no monogatari          | 22 novembre 2024      |
| 22 | Ce monde merveilleux            | この素敵な世界         | Kono sutekina sekai             | 29 novembre 2024      |
| 23 | Le club de Manga on the beach   | 漫研 on the beach      | Manken on the beach             | 6 décembre 2024       |
| 24 | Ririsa en 2.5D                  | 2.5次元のリリサ        | Nitengo-jigen no Ririsa         | 13 décembre 2024      |

## Jeu vidéo
Un jeu vidéo de rôle intitulé Nitengo-jigen no Ririsa Tenshitachi no Sutēji (2.5次元の誘惑天使たちのステージ), developé par Aiming et Team Caravan, est annoncé lors de la Jump Festa 2024. Il sort sur IOS, Android et PC via la plateforme DMM Games le 3 septembre 2024.

## Réception
Itachi Utada de Famitsu a fait l'éloge de l'histoire et des personnages de la série, appréciant particulièrement les éléments de cosplay présents.
La série s'est classée quatrième au Next Manga Awards 2020 dans la catégorie web manga. La série compte un million d'exemplaires en circulation entre ses sorties numériques et imprimées.